# 1865 in Zwitserland
Dit artikel beschrijft het verloop van 1865 in Zwitserland.

## Ambtsbekleders
De Bondsraad was in 1865 samengesteld als volgt:
| Naam | Naam                         | Partij    | Kanton       | Functie                                                                       |
| ---- | ---------------------------- | --------- | ------------ | ----------------------------------------------------------------------------- |
|      | Karl Schenk                  | radicalen | Bern         | Bondspresident in 1865; hoofd van het Departement van Politieke Zaken         |
|      | Melchior Josef Martin Knüsel | radicalen | Luzern       | Vicebondspresident in 1865; hoofd van het Departement van Justitie en Politie |
|      | Jean-Jacques Challet-Venel   | radicalen | Genève       | Hoofd van het Departement van Financiën                                       |
|      | Jakob Dubs                   | radicalen | Zürich       | Hoofd van het Departement van Binnenlandse Zaken                              |
|      | Constant Fornerod            | radicalen | Vaud         | Hoofd van het Departement van Militaire Zaken                                 |
|      | Friedrich Frey-Herosé        | radicalen | Aargau       | Hoofd van het Departement van Handel en Douane                                |
|      | Wilhelm Matthias Naeff       | radicalen | Sankt Gallen | Hoofd van het Departement van Posterijen                                      |

De Bondsvergadering werd voorgezeten door:
| Naam | Naam                      | Partij              | Kanton     | Functie                                              |
| ---- | ------------------------- | ------------------- | ---------- | ---------------------------------------------------- |
|      | Andreas Rudolf von Planta | gematigde liberalen | Graubünden | Voorzitter van de Nationale Raad (vanaf 3 juli 1865) |
|      | Johann Jakob Rüttimann    | gematigde liberalen | Zürich     | Voorzitter van de Kantonsraad (vanaf 3 juli 1865)    |

## Gebeurtenissen

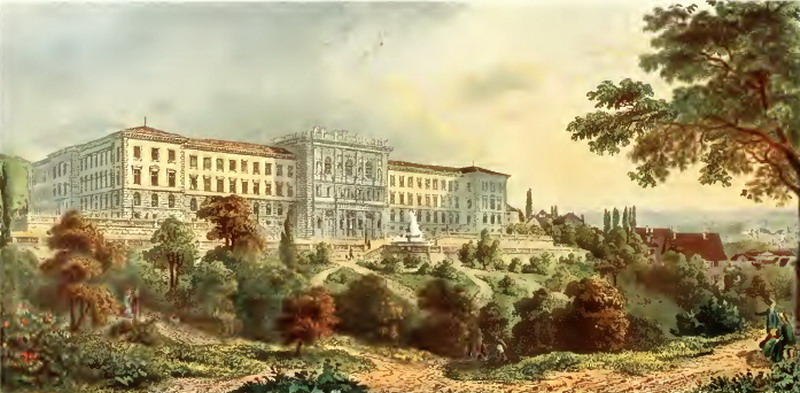
De Federale Polytechnische Hogeschool in Zürich in 1865.

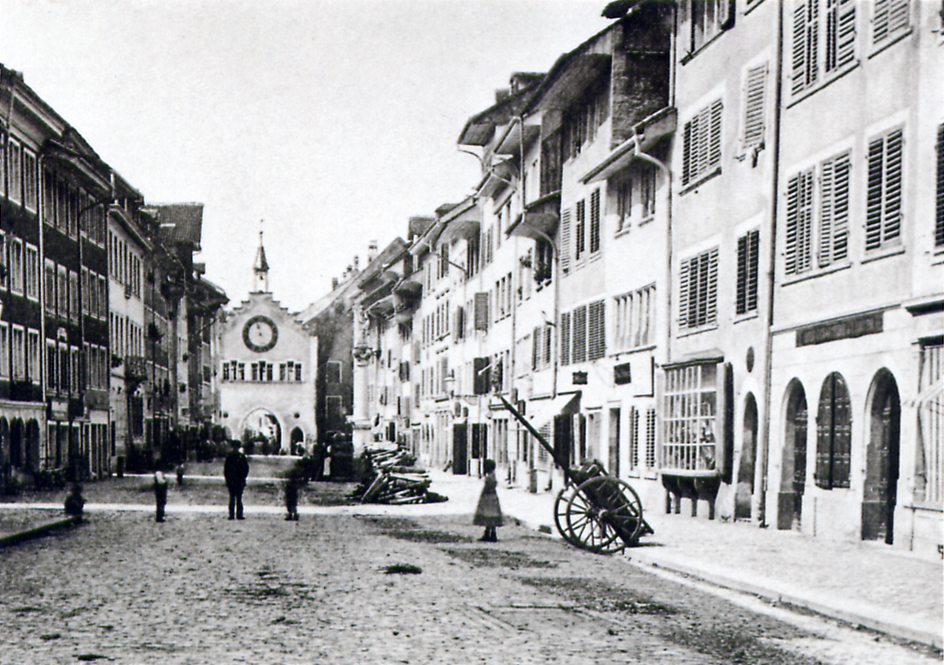
Beeld van Winterthur (kanton Zürich) in 1865.

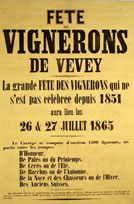
Affiche van het Fête des Vignerons in 1865 in Vevey (kanton Vaud).

- De onderneming Dufry wordt opgericht.

### Januari
- 1 januari: In La Chaux-de-Fonds (kanton Neuchâtel) verschijnt het blad Jura Industriel voor het eerst.

### Mei
- 1 mei: De Bülach-Regensberg-Bahn opent de spoorlijn Zürich - Bülach, ook de Gabeleisenbahn genoemd.

### Juli
- 14 juli: Bij de eerste beklimming van de Matterhorn bereikt een Brits-Zwitserse expeditie voor het eerst de top van de Matterhorn nabij Zermatt (kanton Wallis). Tijdens de afdaling komen vier van de zeven expeditieleden om het leven door een val. De verongelukte alpinisten waren Francis Douglas, Charles Hudson, Douglas Hadow en Michel Croz. Eduard Whymper, Peter Taugwalder en diens zoon overleefden het ongeluk doordat het touw dat de zeven alpinisten met elkaar verbond in de val werd doorgescheurd.
- 17 juli: Bij de tweede beklimming van de Matterhorn bereikt de expeditie van de Italiaanse alpinist Jean-Antoine Carrel eveneens de top van de Matterhorn.
- 26-27 juli: In Vevey (kanton Vaud) vindt voor de vijfde keer het Fête des Vignerons plaats.

### Augustus
- 12 augustus: In Le Locle (kanton Neuchâtel) gaan de federale gymnastiekfeesten van start.

### September
- 13 september: In de gemeente Travers (kanton Neuchâtel) gaan bij een grote brand 101 woningen in vlammen op.

### December
- 23 december: Samen met België, Frankrijk en Italië richt Zwitserland de Latijnse muntunie op. De vier landen koppelen hun nationale munteenheid aan elkaar.

## Geboren
- 13 mei: Gaspard Vallette, journalist, schrijver, redacteur en onderwijzer (overl. 1911)
- 23 juli: Karl Egli, militair, docent, uitgever en boekhandelaar (overl. 1925)
- 11 oktober: Emma Graf, onderwijzeres, suffragette en feministe (overl. 1926)
- 2 december: Louis Zutter, gymnast en Olympisch kampioen (overl. 1946)
- 28 december: Félix Vallotton, Zwitsers-Frans kunstschilder (overl. 1925)

## Overleden
- 13 januari: Charles Monnard, politicus, journalist en historicus (geb. 1790)
- 4 april: Antoine Saladin, diplomaat en politicus (geb. 1785)
- 13 april: Amanz Gressly, geoloog en paleontoloog (geb. 1814)
- 14 juli: Francis Douglas, Brits alpinist, omgekomen bij de eerste beklimming van de Matterhorn (geb. 1847)
- 14 juli: Charles Hudson, Brits alpinist, omgekomen bij de eerste beklimming van de Matterhorn (geb. 1828)
- 14 juli: Douglas Hadow, Brits alpinist, omgekomen bij de eerste beklimming van de Matterhorn (geb. 1846)
- 14 juli: Michel Croz, Frans alpinist, omgekomen bij de eerste beklimming van de Matterhorn (geb. 1830)
- 17 juli: Théodore Herpin, Frans-Zwitsers medicus (geb. 1799)
- 27 augustus: Friedrich Emanuel von Hurter, historicus en theoloog (geb. 1787)
- 3 december: Emmanuel-David Bourgeois, politicus (geb. 1803)

1848
· 1849
· 1850
· 1851
· 1852
· 1853
· 1854
· 1855
· 1856
· 1857
· 1858
· 1859
· 1860
· 1861
· 1862
· 1863
· 1864
· 1865
· 1866
· 1867
· 1868
· 1869
· 1870
· 1871
· 1872
· 1873
· 1874
· 1875
· 1876
· 1877
· 1878
· 1879
· 1880
· 1881
· 1882
· 1883
· 1884
· 1885
· 1886
· 1887
· 1888
· 1889
· 1890
· 1891
· 1892
· 1893
· 1894
· 1895
· 1896
· 1897
· 1898
· 1899
· 1900
· 1901
· 1902
· 1903
· 1904
· 1905
· 1906
· 1907
· 1908
· 1909
· 1910
· 1911
· 1912
· 1913
· 1914
· 1915
· 1916
· 1917
· 1918
· 1919
· 1920
· 1921
· 1922
· 1923
· 1924
· 1925
· 1926
· 1927
· 1928
· 1929
· 1930
· 1931
· 1932
· 1933
· 1934
· 1935
· 1936
· 1937
· 1938
· 1939
· 1940
· 1941
· 1942
· 1943
· 1944
· 1945
· 1946
· 1947
· 1948
· 1949
· 1950
· 1951
· 1952
· 1953
· 1954
· 1955
· 1956
· 1957
· 1958
· 1959
· 1960
· 1961
· 1962
· 1963
· 1964
· 1965
· 1966
· 1967
· 1968
· 1969
· 1970
· 1971
· 1972
· 1973
· 1974
· 1975
· 1976
· 1977
· 1978
· 1979
· 1980
· 1981
· 1982
· 1983
· 1984
· 1985
· 1986
· 1987
· 1988
· 1989
· 1990
· 1991
· 1992
· 1993
· 1994
· 1995
· 1996
· 1997
· 1998
· 1999
· 2000
· 2001
· 2002
· 2003
· 2004
· 2005
· 2006
· 2007
· 2008
· 2009
· 2010
· 2011
· 2012
· 2013
· 2014
· 2015
· 2016
· 2017
· 2018
· 2019
· 2020
· 2021
· 2022
· 2023